# Młyńsko (Neder-Silezië)
Młyńsko (Duits: Mühlseüffen, tot 1945 Mühlseiffen) is een dorp met een agrarisch karakter in het Poolse woiwodschap Neder-Silezië. De naam ontleent zich aan een oude watermolen uit 1709 aldaar.

## Bestuurlijke indeling
In de periode van 1975 tot aan de grote bestuurlijke herindeling van Polen in 1998 viel het dorp bestuurlijk onder woiwodschap Jelenia Góra, vanaf 1998 valt het onder woiwodschap Neder-Silezië, in het district Lwówecki. Het maakt deel uit van de gemeente Gryfów Śląski en ligt op 6 km ten zuidoosten van Gryfów Śląski, 18 km ten zuidwesten van Lwówek Śląski, en 114 km ten westen van de provinciehoofdstad (woiwodschap) Wrocław

## Geschiedenis
Młyńsko werd in 1351 gesticht door Burggraaf Hans von Reideburg, met de bouw van een landhuis als onderdeel van zijn kasteel  Greiffenstein (Pools: Zamek "Gryf") in het huidige Proszówka.
Na de Tweede Wereldoorlog werd het gebied onder Pools bestuur geplaatst en etnisch gezuiverd volgens de naoorlogse Conferentie van Potsdam. De Duitse bevolking werd verdreven en vervangen door Polen.
In de jaren 90 van de twintigste eeuw bouwden de dorpsbewoners gezamenlijk het kapelletje St.Jozef de arbeider, als een dependance van de parochie in Chmieleń.